# Flughafen San Sebastián

i8
i11
i13
Der Flughafen San Sebastián (spanisch Aeropuerto de San Sebastián; IATA-Code: EAS, ICAO-Code: LESO) ist ein internationaler Verkehrsflughafen im Norden der iberischen Halbinsel in der zu Spanien gehörenden Autonomen Gemeinschaft Baskenland. Er liegt in Hondarribia direkt am Fluss Bidasoa, der dort die Grenze zwischen Spanien und Frankreich bildet. Die Stadt Donostia-San Sebastián liegt ca. 16 Kilometer südwestlich.

## Flughafenanlagen

### Start- und Landebahn
Die Start- und Landebahn trägt die Kennung 04/22, ist 1.591 Meter lang, 45 Meter breit und hat einen Belag aus Asphalt.

### Passagierterminal
Das Passagierterminal des Flughafens hat eine Kapazität von 700.000 Passagieren pro Jahr. Es ist mit sechs Flugsteigen ausgestattet.

## Fluggesellschaften und Ziele
Der Flughafen San Sebastián wird von BA CityFlyer, Binter Canarias, Iberia, Volotea und Vueling Airlines genutzt. Er wird mit acht verschiedenen spanischen Zielen, darunter auch Madrid, Barcelona und Palma de Mallorca, sowie zwei Zielen im Vereinigten Königreich verbunden.

## Verkehrszahlen
| Jahr  | Fluggastaufkommen | Luftfracht (Tonnen) | Flugbewegungen |
| ----- | ----------------- | ------------------- | -------------- |
| 2024* | 486.494           | 0,000               | 6.015          |
| 2023  | 482.662           | 2,530               | 6.157          |
| 2022  | 383.579           | 0,000               | 5.577          |
| 2021  | 155.329           | 0,112               | 3.119          |
| 2020  | 83.869            | 0,024               | 2.321          |
| 2019  | 320.440           | 0,404               | 6.473          |
| 2018  | 289.440           | 6,697               | 6.415          |
| 2017  | 281.859           | 3,244               | 6.925          |
| 2016  | 264.422           | 4,559               | 6.954          |
| 2015  | 255.077           | 3,313               | 6.807          |
| 2014  | 245.422           | 30,735              | 6.057          |
| 2013  | 245.003           | 20,440              | 6.235          |
| 2012  | 262.783           | 35,589              | 9.015          |
| 2011  | 248.050           | 32,031              | 9.560          |
| 2010  | 286.077           | 18,809              | 9.581          |
| 2009  | 315.294           | 31,083              | 9.743          |
| 2008  | 403.191           | 63,791              | 12.282         |
| 2007  | 466.457           | 245,872             | 12.736         |
| 2006  | 368.002           | 282,202             | 12.077         |
| 2005  | 308.775           | 415,186             | 11.007         |
| 2004  | 295.533           | 325,183             | 9.107          |
| 2003  | 283.843           | 96,556              | 8.879          |
| 2002  | 271.224           | 127,067             | 8.265          |
| 2001  | 281.059           | 154,087             | 7.975          |
| 2000  | 283.830           | 176,069             | 7.808          |

* 2024: Vorläufige Daten

## Zwischenfälle
- Am 26. Oktober 1957 landeten die Piloten einer aus Madrid-Barajas kommenden De Havilland Heron 2D der Aviaco (EC-AOA) auf dem Flughafen San Sebastián. Durch eine Leckage im Bremssystem war es nicht möglich, die Maschine vor dem Landebahnende zu stoppen. Sie überrollte in den Morast im Mündungsgebiet des Flusses Bidasoa. Alle 22 Insassen, 17 Passagiere und die 5 Besatzungsmitglieder, überlebten diesen Unfall. Das Flugzeug wurde zerstört.[8]